# Friedrich Theodor Sponholz
Friedrich Theodor Sponholz (* 10. März 1788 in Tornow; † 1862 in Rühlow) war ein deutscher Lehrer und evangelischer Geistlicher.

## Leben
Christian Friedrich Ludwig Theodor Sponholz besuchte die Schule in Neustrelitz und das Cöllnische Gymnasium in Berlin. Von 1806 bis 1809 studierte er in Halle und Frankfurt (Oder). Danach wurde Sponholz stellvertretender Rektor in Neubrandenburg. Von 1820 bis 1861 war er Pastor der Kirchgemeinde Rühlow. Von 1832 bis 1838 war er gleichzeitig Direktor des Seminars für ritterschaftliche Schullehrer in Neustrelitz. Er war aktives Mitglied im entomologischen Verein zu Stettin und Besitzer umfangreicher Sammlungen von Schmetterlingen, Mineralien und Versteinerungen.

## Schriften
- Choralbuch in Ziffern. Neustrelitz 1834
- Schlußgebete, Fürbitten, Danksagungen und Abkündigungen nach gehaltenem Gottesdienste nebst Leichenlectionen für Landküster. Friedland 1836
- Wo lag Rethra?. Neubrandenburg 1861